# Johannes Vilhelm Jensen
Johannes Vilhelm Jensen (in Denemarken beter bekend als Johannes V. Jensen) (Farsø, 20 januari 1873 - Kopenhagen, 25 november 1950) was een Deens schrijver die in 1944 de Nobelprijs voor Literatuur ontving, "voor de zeldzame kracht en vruchtbaarheid van zijn poëtische fantasie gecombineerd met een intellectuele curiositeit van een moedige wijde blik, frisse creatieve stijl". 

## Biografie
Onder het pseudoniem Ivar Lykke begon Jensen op twintigjarige leeftijd feuilletons over moord en doodslag in het weekblad Revuen te schrijven. In Kopenhagen ruilt hij zijn studie medicijnen al snel in voor de journalistiek en het schrijverschap. In zijn romans en essays geeft hij vooral uiting aan een voor zijn tijd nieuw levensgevoel van een sociaal-darwinisme, dat uitging van een steeds hogere menselijke ontwikkeling door de verering van het imperialisme van zijn tijd, de nieuwste techniek en het allesbeheersende feit. Veel is inmiddels verouderd, maar zoals bij veel van zijn tijdgenoten aan het begin van de twintigste eeuw zien we deze theorieën later terug bij het nationaalsocialisme. Hij ontdekte, dat hij tot het Gotische ras hoorde, een blond nomadenvolk, dat uit Azië afkomstig is en dat het stamvolk der Duitsers, noorderlingen en Angelsaksen werd. Hij schreef daarover zijn studie Den gotiske Renaessance. Na 1914 komt Jensen tot de conclusie, dat vooral het imperialisme heeft geleid tot de Eerste Wereldoorlog en het uiteenvallen van het blanke ras in naties en gaat hij zich meer op het verleden richten. Zijn vernieuwingen in het taalgebruik in al zijn werken hebben geleid tot een evolutie van het Deens.

## Werk
In 1901 verscheen de roman Kongens Fald, een moderne historische roman over koning Christian II. Volgens de Britse letterkundige Martin Seymour-Smith was dit boek een studie van het Deense onvermogen om beslissingen te nemen en het gebrek aan vitaliteit, die volgens Jensen een nationale ziekte waren. In 1999 verklaarden twee grote Deense kranten onafhankelijk van elkaar dat Kongens Fald de belangrijkste Deense roman van de 20e eeuw was. Een belangrijk werk is ook Digte uit 1906. Jensen introduceerde in deze dichtbundel het prozagedicht in de Deense literatuur. Jensens verering voor Amerika zien we onder andere terug in zijn essay Den gotiske renæssance (1901) en zijn romans Madame d'Ora (1904) en Hjulet (1904), waarin het kapitalisme in het opkomende Amerika centraal staat. De Himmerlandshistorier (1898-1919) zijn verhalen over Jutland, die teruggaan op verhalen van vroeger en zijn eigen herinneringen uit zijn jeugd. Den lange rejse is een epos van zes eerder afzonderlijk verschenen romans, waarin Jensen de evolutie bezingt van de mensheid vanaf de prehistorie tot de winter van 1832-1833. Myter (1907-1944) bestaat uit korte prozastukken over zijn vele reizen naar het Verre Oosten, Amerika en Afrika.

## Werken (Selectie)
- Himmerlandshistorier (1898-1919, deelvertaling door Greta Baars-Jelgersma en N.G.Visser in Verhalen, 1960)
- Den gotiske renæssance (1901)
- Kongens Fald (1900, Nederlandse vertaling De val van de koning door Gerard Cruys, 1979)
- Madame d'Ora (1904)
- Hjulet (1904)
- Digte (1906)
- Den lange Rejse (vol 1-6, 1908-1922)
- Der Gletscher, Ein Neuer Mythos Vom Ersten Menschen, 1912 (Nederlandse vertaling De Gletscher. Een mythe van den eersten mensch door J.E. Gorter-Keyser, 1913)
- Gudrun, 1936 (Nederlandse vertaling in hetzelfde jaar en onder dezelfde titel door dr. P.M. Boer - den Hoed)
- Myter (vol.1-9, 1907-1944)

## Over Jensen
- H. Rossel Johannes Vilhelm Jensen, Boston 1984
- Johan Winkler Johannes V. Jensen, Hasselt: Heideland 1960

- Bibsys: 90062980
- Bibliothèque nationale de France: cb12028415x (data)
- CiNii: DA06657154
- Gemeinsame Normdatei: 118776126
- International Standard Name Identifier: 0000 0001 2117 8914
- Library of Congress Control Number: n82161714
- Nationale Bibliotheek van Letland: 000008009
- MusicBrainz: 5cbc2e26-c52b-4130-92e4-2e47265355d7
- Bibliotheek van het Japanse parlement: 00660348
- Nationale Bibliotheek van Tsjechië: xx0004106
- Nationale bibliotheek van Australië: 49865856
- Nationale Bibliotheek van Israël: 987007275189505171
- Nationale Bibliotheek van Polen: a0000002902295
- Nationale en Universitaire bibliotheek Zagreb: 000059817
- Nederlandse Thesaurus van Auteursnamen: 068420579
- Istituto Centrale per il Catalogo Unico: CFIV018528
- LIBRIS: 216769
- Système universitaire de documentation: 028451732
- Trove: 1527170
- Virtual International Authority File: 2484909
- WorldCat: E39PBJpPCR8TPcCRCyCqPPDjG3

1901: Prudhomme ·
1902: Mommsen ·
1903: Bjørnson ·
1904: Mistral, Echegaray ·
1905: Sienkiewicz ·
1906: Carducci ·
1907: Kipling ·
1908: Eucken ·
1909: Lagerlöf ·
1910: Heyse ·
1911: Maeterlinck ·
1912: Hauptmann ·
1913: Tagore ·
1915: Rolland ·
1916: Heidenstam ·
1917: Gjellerup, Pontoppidan ·
1919: Spitteler ·
1920: Hamsun ·
1921: France ·
1922: Benavente ·
1923: Yeats ·
1924: Reymont ·
1925: Shaw ·
1926: Deledda ·
1927: Bergson ·
1928: Undset ·
1929: Mann ·
1930: Lewis ·
1931: Karlfeldt ·
1932: Galsworthy ·
1933: Boenin ·
1934: Pirandello ·
1936: O'Neill ·
1937: Gard ·
1938: Buck ·
1939: Sillanpää ·
1944: Jensen ·
1945: Mistral ·
1946: Hesse ·
1947: Gide ·
1948: Eliot ·
1949: Faulkner ·
1950: Russell ·
1951: Lagerkvist ·
1952: Mauriac ·
1953: Churchill ·
1954: Hemingway ·
1955: Laxness ·
1956: Jiménez ·
1957: Camus ·
1958: Pasternak ·
1959: Quasimodo ·
1960: Perse ·
1961: Andrić ·
1962: Steinbeck ·
1963: Seferis ·
1964: Sartre (geweigerd) ·
1965: Sjolochov ·
1966: Agnon, Sachs ·
1967: Asturias ·
1968: Kawabata ·
1969: Beckett ·
1970: Solzjenitsyn ·
1971: Neruda ·
1972: Böll ·
1973: White ·
1974: Johnson, Martinson ·
1975: Montale ·
1976: Bellow ·
1977: Aleixandre ·
1978: Singer ·
1979: Elýtis ·
1980: Miłosz ·
1981: Canetti ·
1982: García Márquez ·
1983: Golding ·
1984: Seifert ·
1985: Simon ·
1986: Soyinka ·
1987: Brodsky ·
1988: Mahfoez ·
1989: Cela ·
1990: Paz ·
1991: Gordimer ·
1992: Walcott ·
1993: Morrison ·
1994: Oë ·
1995: Heaney ·
1996: Szymborska ·
1997: Fo ·
1998: Saramago ·
1999: Grass ·
2000: Gao ·
2001: Naipaul ·
2002: Kertész ·
2003: Coetzee ·
2004: Jelinek ·
2005: Pinter ·
2006: Pamuk ·
2007: Lessing ·
2008: Le Clézio ·
2009: Müller ·
2010: Vargas Llosa ·
2011: Tranströmer ·
2012: Mo ·
2013: Munro ·
2014: Modiano ·
2015: Aleksijevitsj ·
2016: Dylan ·
2017: Ishiguro ·
2018: Tokarczuk ·
2019: Handke ·
2020: Glück ·
2021: Gurnah ·
2022: Ernaux ·
2023: Fosse ·
2024: Kang ·